# Apatophyllum
Apatophyllum es un género de plantas con flores con cinco especies pertenecientes a la familia Celastraceae. Comprende 5 especies descritas y  aceptadas.

## Taxonomía
El género fue descrito por McGill. y publicado en Kew Bulletin 25: 401. 1971. La especie tipo es: Apatophyllum constablei McGill.

## Especies aceptadas
A continuación se brinda un listado de las especies del género Apatophyllum aceptadas hasta octubre de 2013, ordenadas alfabéticamente. Para cada una se indica el nombre binomial seguido del autor, abreviado según las convenciones y usos.
- Apatophyllum constablei McGill.
- Apatophyllum flavovierens A.R.Bean & Jessup
- Apatophyllum margilliviayi
- Apatophyllum olsenii McGill.
- Apatophyllum teretifolium A.R.Bean & Jessup